# 현대 파비스
현대 파비스는 대한민국의 중형 및 준대형트럭이다.

## 개요
메가트럭, 뉴 파워트럭의 풀체인지 모델이다.

## 1세대(QV2)

### 파비스 (2019년9월~현재)

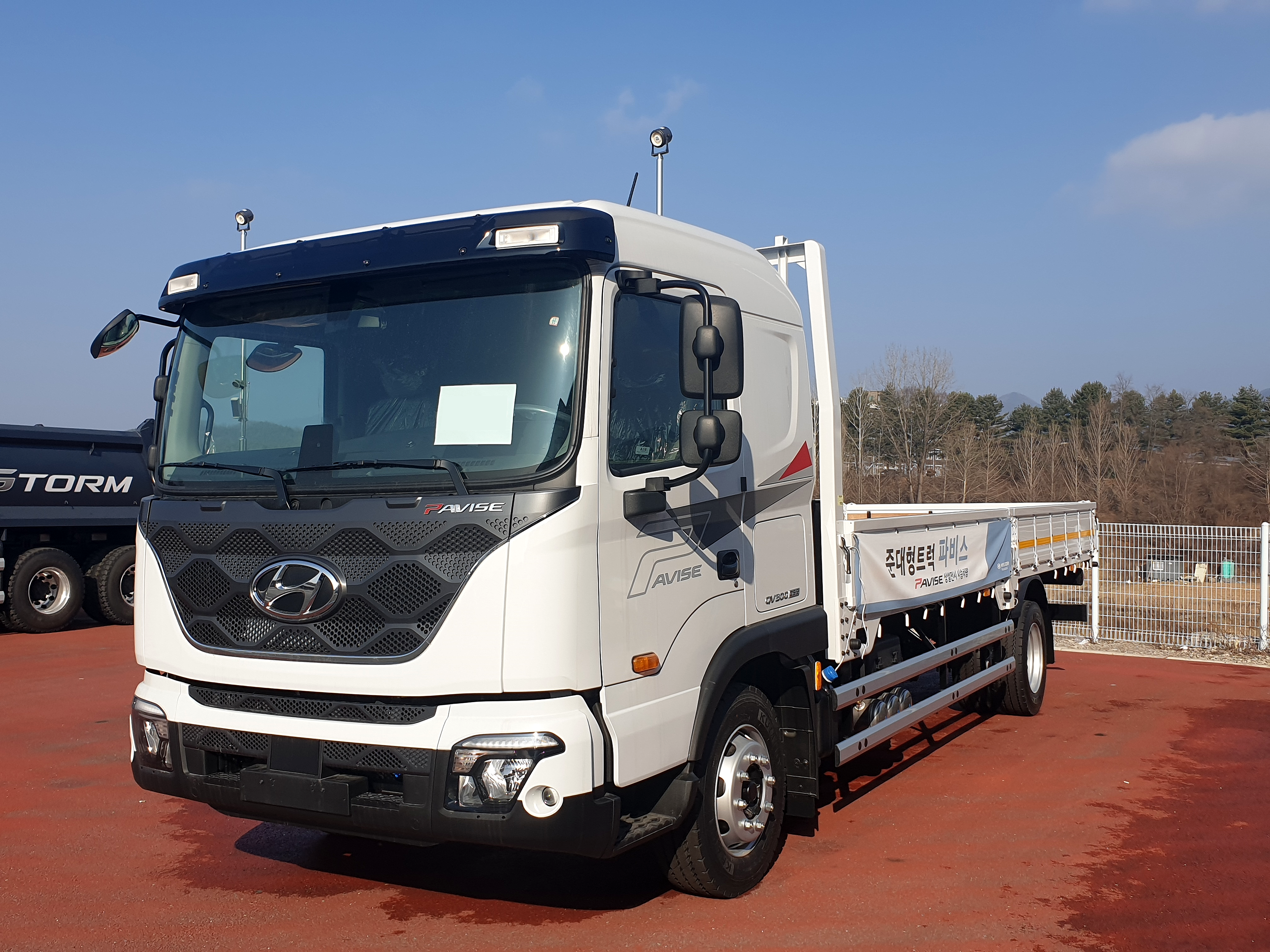
현대 파비스 정측면

2019년 9월에 출시되었다. 2021년에는 중형모델도 출시되었다.
2025년 1월 21일, 연식변경 모델 '2025 더 뉴 파비스'가 출시됐다. 2025 더 뉴 파비스는 각종 편의사양을 추가 및 개선한 것이 특징으로 전 트림에 충전 출력을 5W에서 10W로 높인 ‘스마트폰 무선충전’을 기본 탑재하고, 프리미엄 트림에는 운전석 에어백 등을 기본화했다. 프레스티지 트림에 ‘무시동 에어컨 및 230Ah 대용량 배터리’가 신규 옵션으로 운영된다. 무시동 에어컨은 루프 상단에 장착되며 배터리를 활용해 주차 중 엔진 시동을 걸지 않고도 최대 8시간 동안(절전 모드 선택 시) 차량 내부를 쾌적하게 유지할 수 있다.
베드룸의 측면 트림(동승석 방향)에 오픈형 수납함을 새롭게 적용했으며 컵홀더의 용량이 확대됐다.

## 경쟁 차종
- 타타대우상용차 - 타타대우 구쎈
- 볼보트럭 - 볼보 FL, 볼보 FE
- 스카니아 - 스카니아 P-시리즈
- 메르세데스-벤츠 - 메르세데스-벤츠 아테고
- MAN - MAN TGM
- 이베코 - 이베코 유로카고
- 이스즈 - 이스즈 포워드

1. ↑  “현대차 중형트럭 '더 뉴 파비스' 출시…무시동 에어컨 옵션 추가”. 《연합뉴스》. 2025년 1월 21일.